# Albania 1
Albania 1, conosciuto anche come Ñusat 32 o Newsat 32, è il primo satellite albanese insieme ad Albania 2, lanciato contemporaneamente. 
Il satellite, realizzato dalla compagnia argentina Satellogic in collaborazione con l'Autorità statale per le informazioni geospaziali (ASIG) dell'Albania, fa parte della serie Ñusat, nome che designa una serie di nanosatelliti destinati all'osservazione della Terra. Il lancio è stato effettuato il 3 gennaio 2023 dalla base di Cape Canaveral con un razzo vettore Falcon 9.
Le informazioni raccolte dal satellite verranno utilizzate per l'agricoltura, il monitoraggio ambientale, le attività di protezione civile, la sicurezza delle frontiere e il contrasto alla criminalità, con particolare riguardo alla repressione della produzione e del traffico delle droghe. L'accordo stipulato fra il governo albanese e Satellogic prevede l'uso esclusivo del satellite da parte dell'Albania per un periodo di tre anni.